# Viện Nghiên cứu Châu Phi và Trung Đông (Việt Nam)
Viện Nghiên cứu châu Phi và Trung Đông (tên giao dịch quốc tế: Institute for Africa and Middle East Studies, viết tắt: IAMES) là một cơ quan nghiên cứu khoa học trực thuộc Viện Hàn lâm Khoa học xã hội Việt Nam. Viện được thành lập theo Nghị định số 26/NĐ–CP ngày 15 tháng 01 năm 2004 của Thủ tướng Chính phủ Việt Nam. Hoạt động hiện nay của Viện được quy định trong Quyết định số 240/QĐ–HLKHXH ngày 27 tháng 2 năm 2013 của Chủ tịch Viện Hàn lâm Khoa học xã hội Việt Nam quy định chức năng, nhiệm vụ, quyền hạn và cơ cấu tổ chức của Viện Nghiên cứu châu Phi và Trung Đông.

## Giới thiệu chung
Viện Nghiên cứu châu Phi và Trung Đông được thành lập để đáp ứng yêu cầu của Chính phủ Việt Nam muốn tìm hiểu và mở rộng quan hệ hợp tác với các quốc gia Châu Phi và Trung Đông, từ đó có thể phục vụ tốt hơn công cuộc đổi mới và phát triển trong nước. Các nhiệm vụ và chức năng chính của Viện được quy định trong Quyết định số 320/QĐ-KHXH ngày 11 tháng 3 năm 2005 của Chủ tịch Viện Khoa học Xã hội Việt Nam và sau đó được sửa đổi, bổ sung bởi Quyết định số 240/QĐ-HLKHXH ngày 27 tháng 2 năm 2013 của Chủ tịch Viện Hàn lâm Khoa học Xã hội Việt Nam. Công việc cụ thể của Viện Nghiên cứu châu Phi và Trung Đông hiện nay bao gồm:
- Tư vấn cho Chính phủ Việt Nam về chính sách hơp tác với các nước châu Phi và Trung Đông, về đường lối, chính sách phát triển kinh tế - xã hôi.
- Thực hiện các đề tài nghiên cứu về châu Phi và Trung Đông theo yêu cầu công việc của Nhà nước do Viện Hàn lâm  Khoa học Xã hội Việt Nam giao cũng như theo đặt hàng của các cơ quan, tổ chức có nhu cầu.
- Thu thập, xử lý và cung cấp thông tin chuyên đề về châu Phi và Trung Đông cho các tổ chức và cá nhân có quan tâm.
- Tham gia giảng dạy, đào tạo đại học và sau đại học chuyên ngành nghiên cứu quốc tế với các chủ đề liên quan tới nghiên cứu châu Phi và Trung Đông.
- Xây dựng quan hệ với các đối tác ở châu Phi và Trung Đông và đóng vai trò kết nối họ với các địa phương và doanh nghiệp Việt Nam, thúc đẩy hợp tác chặt chẽ giữa các bên liên quan.
- Cung cấp thông tin đa chiều về châu Phi và Trung Đông thông qua các phương tiện thông tin của Viện là Tạp chí nghiên cứu châu Phi và Trung Đông Âu, trang tin điện tử, tổ chức hội thảo chuyên đề và một số ấn phẩm sách, báo chuyên ngành khác.
- Thực hiện một số nhiệm vụ khác do cơ quan chủ quản yêu cầu.

## Cơ cấu tổ chức

### Lãnh đạo Viện
Viện Nghiên cứu châu Phi và Trung Đông được điều hành bởi ban lãnh đạo gồm Viện trưởng, Phó Viện trưởng và trưởng các phòng, trung tâm nghiên cứu trực thuộc. Viện trưởng, Phó Viện trưởng do Chủ tịch Viện Khoa học xã hội Việt Nam bổ nhiệm theo Quy chế bổ nhiệm, bổ nhiệm lại, luân chuyển, từ chức, miễn nhiệm cán bộ lãnh đạo các cấp thuộc Viện Khoa học xã hội Việt Nam.
- Viện trưởng: PGS.TS. Lê Phước Minh
- Phó Viện trưởng: TS. Kiều Thanh Nga

### Hội đồng khoa học
Viện Nghiên cứu châu Phi và Trung Đông có Hội đông khoa học làm tư vấn cho Viện trưởng. Các thành viên Hội đồng khoa học của Viện do Viện trưởng đề nghị, Chủ tịch Viện Khoa học xã hội Việt Nam quyết định. Hội đồng khoa học của Viện hoạt động theo Quy chế về tổ chức và hoạt động của Hội đồng khoa học do Chủ tịch Viện Khoa học xã hội Việt Nam ban hành.

### Các phòng (trung tâm) nghiên cứu khoa học
- Phòng Nghiên cứu châu Phi
- Phòng Nghiên cứu Trung Đông
- Phòng Nghiên cứu Quan hệ Quốc tế của châu Phi và Trung Đông
- Trung tâm Nghiên cứu Nam – Nam

### Các phòng phục vụ nghiên cứu
- Phòng Thông tin – Thư viện

### Các phòng giúp việc Viện trưởng
- Phòng Quản lý Khoa học và Hợp tác Quốc tế
- Phòng Tổ chức - Hành chính

### Tạp chí Nghiên cứu Châu Phi và Trung Đông
Tạp chí Nghiên cứu châu Phi và Trung Đông (Review of Africa & Middle East Studies - RAMES) là cơ quan ngôn luận khoa học của giới nghiên cứu về châu Phi và Trung Đông. Tạp chí Nghiên cứu châu Phi và Trung Đông được tổ chức và hoạt động tuân theo Giấy phép hoạt động Báo chí, Luật Báo chí, các văn bản pháp quy khác về báo chí và Quy chế về tổ chức và hoạt động của các tạp chí thuộc Viện Khoa học xã hội Việt Nam. Tạp chí có phòng Biên tập – Trị sự.
Lãnh đạo tạp chí hiện nay gồm có:
- Tổng biên tập: PGS.TS. Trần Thị Lan Hương

## Địa chỉ
Viện Nghiên cứu châu Phi và Trung Đông
37 phố Kim Mã Thượng, phường Cống Vị, quận Ba Đình, Hà Nội, Việt Nam
ĐT: +84-4-3762 5684
Fax: +84-24-3832 6653
Website: www.iames.gov.vn Lưu trữ ngày 1 tháng 11 năm 2019 tại Wayback Machine
Vpostcode: 111082RP69X2